# Kevin Rivera Serrano
Kevin Manuel Rivera Serrano (Cartago, 28 de juny de 1998) és un ciclista costa-riqueny. Professional des del 2017, el 2022 fitxà pel Gazprom-RusVelo després d'un parell d'anys corrent a l'equip Androni Giocattoli-Sidermec. En el seu palmarès destaca el Sibiu Cycling Tour del 2019.

## Palmarès
- 2016
  - Vencedor d'una etapa a la Volta de la Joventut a Costa Rica
- 2017
  - 1r a la Volta a la Xina II i vencedor d'una etapa
- 2018
  - Vencedor d'una etapa a la Volta al Táchira
- 2019
  - 1r al Sibiu Cycling Tour i vencedor d'una etapa
  - Vencedor d'una etapa a la Volta a la Xina II
- 2020
  - Vencedor de 2 etapes de la Volta al Táchira
  - Vencedor d'una etapa al Tour de Langkawi
- 2022
  - Vencedor d'una etapa al Tour de Panamà
  - Vencedor d'una etapa a la Vuelta a San Carlos
  - Vencedor d'una etapa a la Volta a Costa Rica
- 2023
  - 1r a la Vuelta del Norte i vencedor d'una etapa
  - Vencedor d'una etapa a la Volta a Costa Rica